# ژاوهوا
ژاوهوا (به لاتین: Zhaohua District) یک سکونتگاه مسکونی در جمهوری خلق چین است که در گوانگیوان واقع شده‌است.